# Festival de Woodstock 1999
Vous lisez un « bon article » labellisé en 2023.
Pour les articles homonymes, voir Woodstock.
Woodstock 1999 est le troisième festival portant ce nom après Woodstock 1969 et Woodstock 1994. Il se déroule du 22 au 25 juillet 1999 à Rome dans l'État de New York, à 230 kilomètres de Bethel où a eu lieu le premier Woodstock, sur une base militaire désaffectée. On estime qu'environ 350 000 personnes participent au festival sur l'ensemble des quatre jours, pour environ 225 000 billets vendus.
Le festival est retransmis tout le week-end par le réseau MTV à la télévision et Westwood One à la radio. Marqué par des chaleurs importantes, le manque d'eau, des violences et des émeutes, il vire au chaos au cours du week-end. Les organisateurs du festival sont accusés d'avoir mis le profit au-dessus de la sécurité et du confort des festivaliers, causant la mort de trois personnes au cours du week-end, dont une due à l'insuffisance des équipes de sécurité et médicales présentes sur place.
Le festival est décrié dès 1999, notamment aux MTV Music Awards de cette année-là. La première édition du Coachella Festival quelques mois plus tard marque la fin des grands festivals à tarif unique, où tout le monde est logé à la même enseigne, et le début d'un nouveau rapport aux événements musicaux. Au début des années 2020, plusieurs documentaires sont réalisés sur Woodstock 99.

## Organisation

### Éditions précédentes

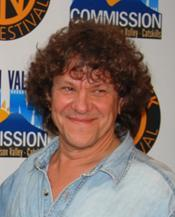
Michael Lang en 2009.

L'événement est organisé par Michael Lang, qui a également organisé le Festival de Woodstock original en 1969 et sa seconde édition, Woodstock '94, et John Scher. Il doit commencer le 23 juillet 1999, soit exactement trente ans après le premier festival. Certains journalistes soulignent, plusieurs années après Woodstock 99, que l'édition 1969 n'est pas forcément beaucoup plus calme que cette dernière : on y compte trois morts, l'armée américaine doit intervenir, et le groupe Up Against the Wall Motherfucker met le feu à plusieurs espaces de restauration. De plus, le dimanche après-midi, certains câbles électriques sortent de terre à cause d'orages, et les organisateurs prennent le risque de continuer les concerts malgré une possibilité d'électrocution massive. Or la couverture médiatique et le documentaire qui suivent donnent une image très positive de l'événement.
L'édition 1994 rencontre un grand succès, contrairement aux attentes : l'expérience est très positive, le problème principal étant le nombre important de resquilleurs ayant profité des barrières peu solides du lieu choisi. Le festival est surnommé « festival de la boue » en raison des conditions météo : Trent Reznor s'enduit lui-même de boue, et Green Day lance de la boue sur son public pendant le concert, le tout dans une bonne ambiance.
Le seul autre festival de rock sur plusieurs jours, hors série Woodstock, à avoir une envergure similaire dans les années précédentes est Lollapalooza, arrêté en 1997.

### Choix du lieu
En 1994, la ville de Rome, dans l'État de New York, perd sa base de la United States Air Force, qui a créé jusqu'à 6 500 emplois simultanés dans sa meilleure période. Des milliers d'habitants quittent la ville dans les années qui suivent, et Joseph Griffo (en), maire de la ville, voit en Woodstock 99 l'occasion de stimuler le tourisme dans la région et de remonter le moral de la population. De plus, la base aérienne abandonnée de Griffiss Park est loin de la ville et dotée de nombreuses infrastructures et scènes, limitant les coûts et permettant une forte audience sans déranger les riverains. Les organisateurs se réjouissent quant à eux de l'isolement du lieu et de ses limites strictes, qui empêcheront d'y entrer sans ticket, contrairement à l'édition précédente. Ils font ériger un « mur de la paix », décoré d'une fresque peinte par des artistes et par les festivaliers, dont l'objectif est surtout d'empêcher l'entrée sans autorisation sur les lieux,. Le choix du lieu est critiqué pour son manque de sensibilité aux valeurs du festival de Woodstock, mais Michael Lang rétorque que c'est un symbole que même les cadres de l'armée font partie de la génération Woodstock et comprennent l'importance du mouvement. La base aérienne est un site Superfund, c'est-à-dire contaminé par des déchets dangereux dans les décennies précédentes.
Les lieux incluent deux grandes scènes, séparées d'environ un kilomètre, ainsi que des scènes secondaires, mais aussi un festival de cinéma, un skatepark et des stands d'associations caritatives. Un hangar à avions accueille des groupes émergents en journée et une rave party la nuit. On y trouve également une tente dans laquelle des ordinateurs permettent aux festivaliers d'envoyer des courriels à leurs proches. D'autres attractions incluent un stand tenu par des moines bouddhistes et une zone dédiée au BMX freestyle. Le parking principal peut accueillir 60 000 voitures, avec des navettes pour garer 65 000 véhicules de plus. Le budget d'organisation avoisine les 38 millions de dollars. Quatorze distributeurs de billets sont installés, un nombre largement insuffisant. Un Biergarten est installé et ouvert dès le matin, sans vérification de l'âge des consommateurs.
Un organisateur affirme avoir demandé un meilleur accès à l'eau courante et à l'ombre sur le site du festival, et avoir ensuite été mis à l'écart des réunions. Malgré des retours positifs du maire de Rome, Joseph Griffo, le conseil municipal exprime plusieurs fois des inquiétudes sur l'organisation de l'événement et sur la disponibilité des infrastructures. Les deux critiques principales de la part du département de la santé et du conseil municipal sont le fait qu'aucun plan n'est mis en place pour éviter les embouteillages et que les canalisations d'eau ne sont pas assez bien protégées.
Le festival a finalement lieu du 22 au 25 juillet 1999.

### Participants

#### Artistes
De nombreux artistes sont invités à l'événement, sans cohérence particulière dans leur choix : certains sont complètement inconnus, d'autres sont extrêmement populaires à cette époque. Tout groupe ou artiste dont la musique se rapproche du rock est invité à l'événement ; un musicien dit qu'« on aurait dit qu'ils ont contacté tous les agents de tous les groupes qu'on pouvait entendre sur les radios alternatives »,.
|                     | Scène est | Scène ouest | Scène des artistes émergents |
| ------------------- | --- | --- | --- |
| Jeudi 22 juillet    | | - Frostbit Blue - KJ James - Little Big Jam - Gridley Paige - Djoliba - Red Herring - Rattlebasket - In Bloom - Flipp - 3rd Bass - Vertical Horizon - Strangefolk - G. Love and Special Sauce - The String Cheese Incident - Bernie Worrell and the Woo Warriors - George Clinton & the P-Funk All-Stars | - Immoral Fibres - Simmi - Chris Glenn - Gary Durdin & The Clay Pinps - Johnny Rushmore |
| Vendredi 23 juillet | - James Brown - G Love and Special Sauce - Jamiroquai - Live - Sheryl Crow - DMX - The Offspring - Korn - Bush                                                                         | - Spitfire - Oleander - The Umbilical Brothers - moe. - Lit - Buckcherry - The Roots - Insane Clown Posse - George Clinton & the P-Funk All-Stars | - FoN - Linda Rutherford & Celtic Fire - Sugar Daddy - Sticky Pistil - Bijou Phillips - Mike Errico - King Konga - Ben Lee - Beth Hart Band - Liars - Chris Pérez Band - Sherri Jackson - Chris McDermott - Moby |
| Samedi 24 juillet   | - The Tragically Hip - Kid Rock - Wyclef Jean with the Refugee Allstars - Counting Crows - Dave Matthews Band - Alanis Morissette - Limp Bizkit - Rage Against the Machine - Metallica | - Spitfire - Guster - Bruce Hornsby - Everclear - Ice Cube - Los Lobos - Mickey Hart/Planet Drum - The Chemical Brothers | - Young & Fabulous! - Gargantua Soul - 3 - Serial Joe - American Pearl - Full Devil Jacket - Old Pike - Strangefolk - DDT - 2 Skinee J’s - Gigolo Aunts - Fatboy Slim                                            |
| Dimanche 25 juillet | - Willie Nelson - The Brian Setzer Orchestra - Everlast - Elvis Costello - Jewel - Creed, avec Robby Krieger - Red Hot Chili Peppers                                                   | - Spitfire - Mike Ness - Our Lady Peace - Rusted Root - Sevendust - Collective Soul - Godsmack - Megadeth | - Kirsti Gholson - Moe Loughran - The Scoldees - The Supersuckers - Stormy Mondays - Big Sugar - Muse - John Oszajca - Pound - Pushmonkey - Cyclefly - Indigenous - John Entwistle - Reveille                    |

#### Spectateurs
On compte environ 350 000 spectateurs selon certaines sources ; 225 000 billets, sur 250 000 mis en circulation, sont vendus, mais les faux billets d'entrée sont très nombreux. Les billets sont chers à environ 150 dollars, mais la programmation incluant de nombreux groupes extrêmement populaires à l'époque semble justifier le prix. Il est inhabituel pour un festival de musique de ne se concentrer que sur un groupe démographique, mais la cible de Woodstock 99 semble être « les jeunes hommes de 24 ans les plus énervés qui soient » : le public est jeune, souvent étudiant, très blanc et masculin.

#### Personnel
Le personnel se compose de 12 000 personnes, dont environ 1 200 participants à la mise en place du festival et à la préparation des lieux.
Environ 10 000 personnes sont embauchées pour assurer la sécurité du festival, dont une centaine ne se présentent pas le jour du festival. Leur formation dure trois heures, dont deux sont passées à répondre une par une à toutes les questions du test de sélection. Le test est administré juste après cette formation, assurant que toute personne ayant un minimum écouté le cours et sachant écrire peut obtenir le poste. Il est rapidement observé que la sécurité prend les boissons, la nourriture et les chaises pliantes des participants, mais n'hésite pas à les revendre à d'autres personnes ou à laisser passer les biens, y compris de la drogue, en échange d'un pot-de-vin. Souvent, les gardes embauchés se limitent à gérer les portes d'entrée, puis retirent leur uniforme et profitent de leur entrée gratuite au festival. Certains, peu satisfaits de leur hébergement, détruisent les murs de leurs propres cabines pendant le week-end : ils sont logés sur des matelas gonflables et doivent payer pour leur eau comme les festivaliers. Les équipes ne peuvent pas non plus s'approcher des concerts, la foule étant trop dense et agitée.
Cinq cents policiers d'État et municipaux sont également sur place tout le week-end. Cependant, un membre de la sécurité qui demande de l'aide pour pourchasser un voleur se voit opposer un refus du policier le plus proche.

## Déroulement

### Préparation
Les lieux ne sont pas prêts à être utilisés au début du festival et les chemins dans l'aire de camping, normalement indiqués clairement, sont identifiés par de la sciure jetée par terre, parfois s'arrêtant net sans destination.

### Jeudi
Seules les scènes secondaires sont ouvertes le jeudi, accueillant des concerts de groupes locaux ou émergents.

### Vendredi

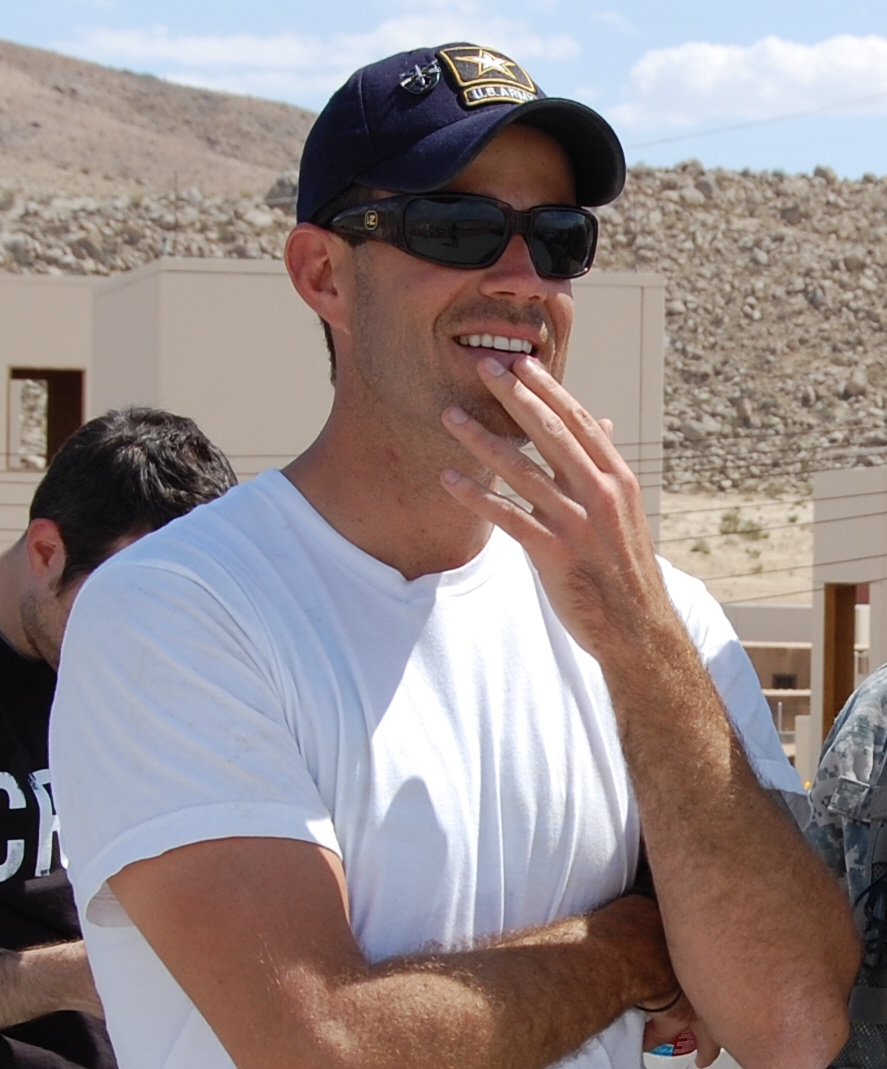
L'animateur de télévision Carson Daly est attaqué par des festivaliers.

Le premier jour officiel du festival, de fortes chaleurs sont annoncées dans la région et les embouteillages sont très importants, notamment parce que la vente de billets est interrompue pour la nuit sans que les festivaliers ne soient prévenus. Les journalistes de MTV arrivent pour couvrir le festival et sont insultés par de nombreuses personnes du public, qui leur jettent des boîtes de céréales et lancent des bouteilles d'urine sur Carson Daly, présentateur vedette de la chaîne.
Le premier concert du week-end est celui de James Brown. En coulisses, il aurait exigé une augmentation de 40 % et le paiement de son cachet entier avant d'accepter de signer son contrat et de se produire, d'où un retard de 20 minutes quand il refuse de jouer tant que l'augmentation n'est pas acceptée,. Il demande quelques secondes de silence en hommage à John Fitzgerald Kennedy, Jr., décédé peu avant, et joue une reprise de Jimi Hendrix. Jamiroquai effectue ensuite sa prestation, puis c'est au tour de Sheryl Crow, à qui le public demande d'enlever son haut ; après deux chansons, elle affirme qu'il faudrait payer bien plus que le prix des billets du festival pour voir ses seins. Elle fait une reprise de la chanson Sweet Child O' Mine.
À 18 h 45, DMX commence son concert après une introduction par Rosie Perez et Stephen Baldwin. Il y donne une excellente prestation, mais joue la chanson My Niggas à un public très majoritairement blanc, leur faisant chanter les paroles avec lui. Ce choix est critiqué notamment par Wesley Morris (en), l'utilisation du mot nigga par des personnes blanches étant sujet à controverse, ; il estime que cette scène aurait sûrement mis les quelques membres noirs de l'audience très mal à l'aise.
À 20 h 35, The Offspring se produit sur scène. Dexter Holland interrompt le concert pour dire qu'il voit que certaines femmes sont victimes d'attouchements quand elles font du crowdsurfing et encourage les hommes à les laisser tranquilles. Le groupe arrive dans la journée en jet privé et se dit impressionné par la taille du public.

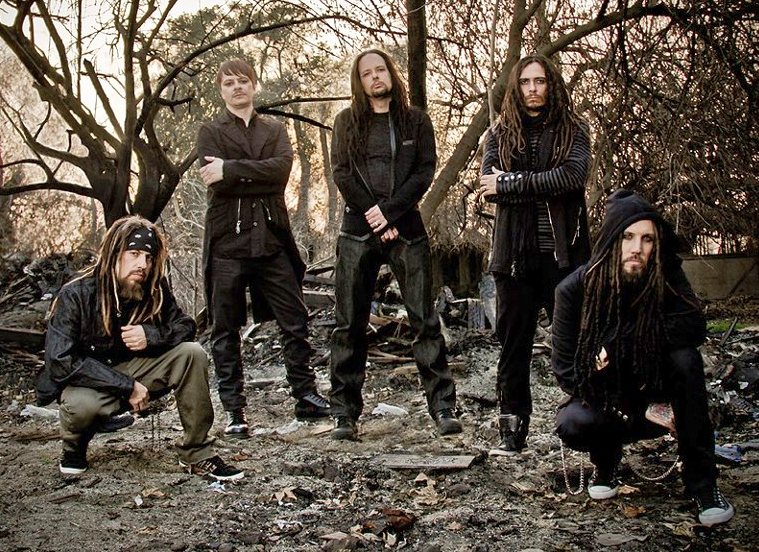
Le groupe Korn en 2013.

À 21 h 10, Korn prend la scène principale. Il fait si chaud que le chanteur Jonathan Davis est pris d'un malaise juste après la fin du concert et doit être mis sous assistance respiratoire. Le concert bénéficie d'une réception très positive. Bush prend alors la relève : le groupe est censé être le principal de la soirée, mais c'est Korn qui a la plus grosse audience. Dans le public, certains couples se livrent à des relations sexuelles consenties. Sur la scène ouest, The Roots et Insane Clown Posse jouent avant George Clinton, puis c'est au tour de Moby de jouer lors de la rave party. Insane Clown Posse lance des billets de 100 dollars dans la foule, se réjouissant de la bousculade qui s'ensuit pour les attraper. Il est possible qu'Insane Clown Posse ait insulté Korn et son public ; c'est ce qu'affirme Jonathan Davis, mais le groupe Insane Clown Posse dément cette théorie. En parallèle, un groupe d'une centaine de personnes renverse des poubelles en métal et tape dessus sans rythme particulier, continuant à faire du bruit tout le week-end.

### Samedi
Le samedi, l'association PAX distribue une pétition contre les violences par arme à feu et distribue environ 100 000 bougies pour une cérémonie de commémoration de la récente fusillade de Columbine prévue le dimanche soir. L'objectif est d'allumer ces bougies pour une procession le lendemain, quand les Red Hot Chili Peppers joueront leur chanson Under the Bridge. De nombreuses personnes se rendent au hangar à avions où sont joués des films, car il y fait beaucoup plus frais que partout ailleurs ; la programmation inclut le film Nashville puis Trainspotting. L'ambiance le matin est détendue. Cependant, dès le samedi, les équipes de production affichent un panneau « The Alamo » en référence au siège de Fort Alamo sur certaines de leurs tours.

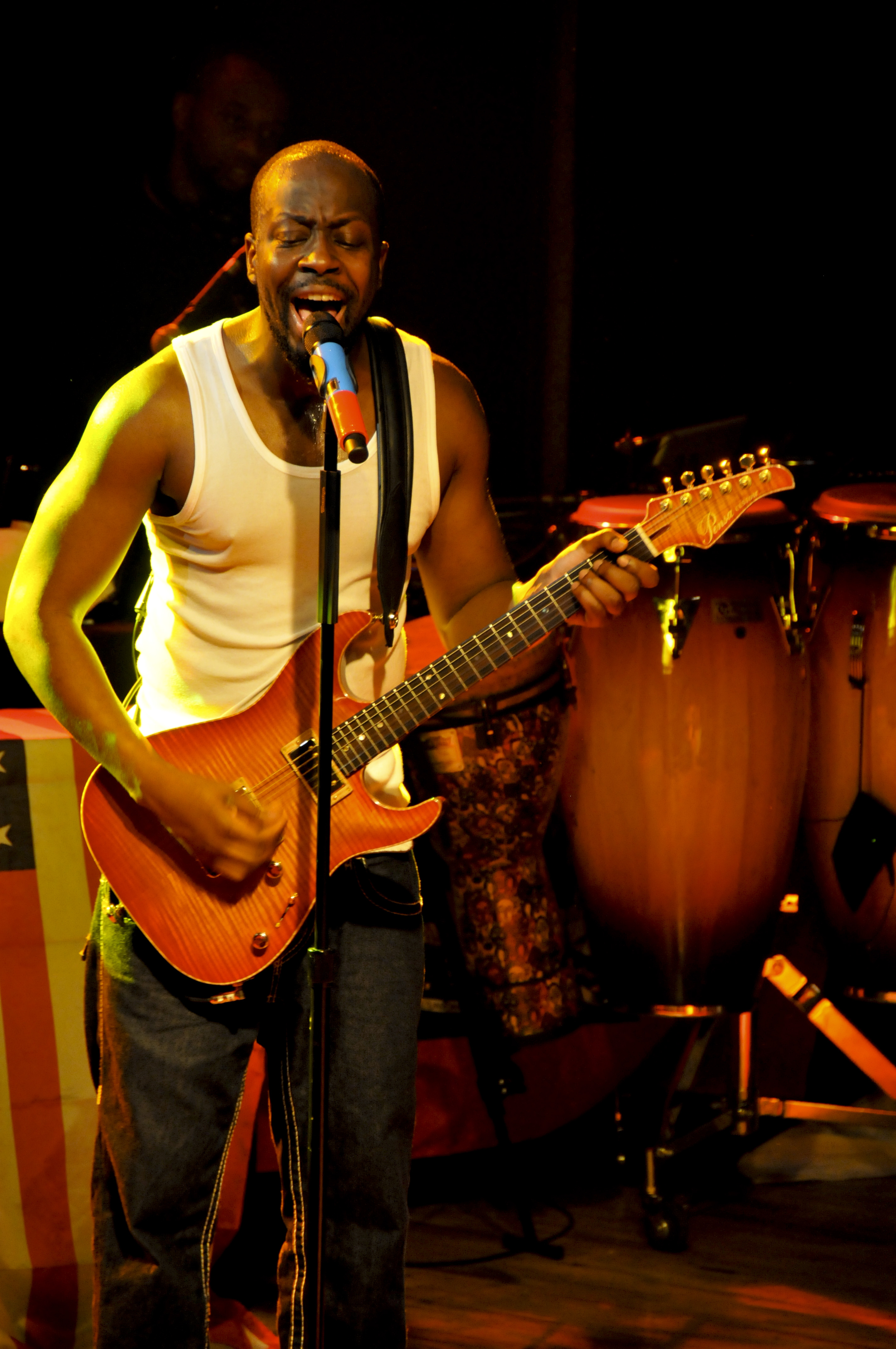
Wyclef Jean met le feu à sa guitare sur scène.

À 13 h 15, Wyclef Jean joue son set. Il y encourage le public à lancer ses bouteilles en plastique vide sur le sol et sur la scène : cela est interprété comme une critique du prix de l'eau en bouteille, et aggrave les problèmes d'hygiène du festival. The Tragically Hip, Ice Cube, Bruce Hornsby et Counting Crows jouent également un concert. À 19 h 20, Alanis Morissette joue son spectacle. Wyclef Jean reprend également The Star-Spangled Banner et met le feu à sa guitare pour reprendre un thème de Woodstock 1969.
Limp Bizkit prend le relais à 20 h 45, avec une introduction de Verne Troyer,. Le groupe est au faîte de sa carrière et fait de nombreux partenariats avec MTV ; on estime qu'environ 200 000 personnes assistent au concert. Limp Bizkit commence par jouer son tube Nookie, puis une reprise de Faith, lors de laquelle certains membres du public cassent les murs en bois. Fred Durst encourage les gens à « casser des choses », le titre de sa chanson Break Stuff, et il s'amuse des personnes qui font du crowdsurfing sur les planches en bois volées. Quand le service de sécurité demande à Fred Durst de calmer le jeu, il refuse et annonce : « Ils nous disent de calmer la bande de fils de putes que vous êtes. Moi, je pense qu'Alanis s'en est déjà occupée. […] Je ne veux pas de blessés, mais je ne pense pas que vous devriez vous calmer. Cassez des trucs, ! » Le concert est arrêté après quatre ou cinq chansons après une bousculade ayant blessé plusieurs personnes. À la reprise, Durst commence lui-même un slam sur une planche de bois, puis le concert est interrompu définitivement quand plusieurs personnes sont blessées par la chute d'une tour en métal. Les journalistes de MTV sur place quittent également le concert pendant le set de Limp Bizkit, quand le public commence à leur jeter des bouteilles en plastique, avant de revenir pendant le set de Rage Against the Machine plus tard dans la soirée. Les organisateurs du concert demandent à la foule de faire de la place pour l'évacuation des blessés, n'obtenant ce résultat que quand ils menacent d'annuler le concert de Metallica. Après le festival, Fred Durst refuse systématiquement les demandes d'interview au sujet du concert. D'autres artistes font remarquer qu'il est presque impossible de discerner quoi que ce soit depuis la scène et qu'il est possible qu'il n'ait pas pris la mesure du comportement de son public. Juste après le concert, les retours du public sont très positifs.

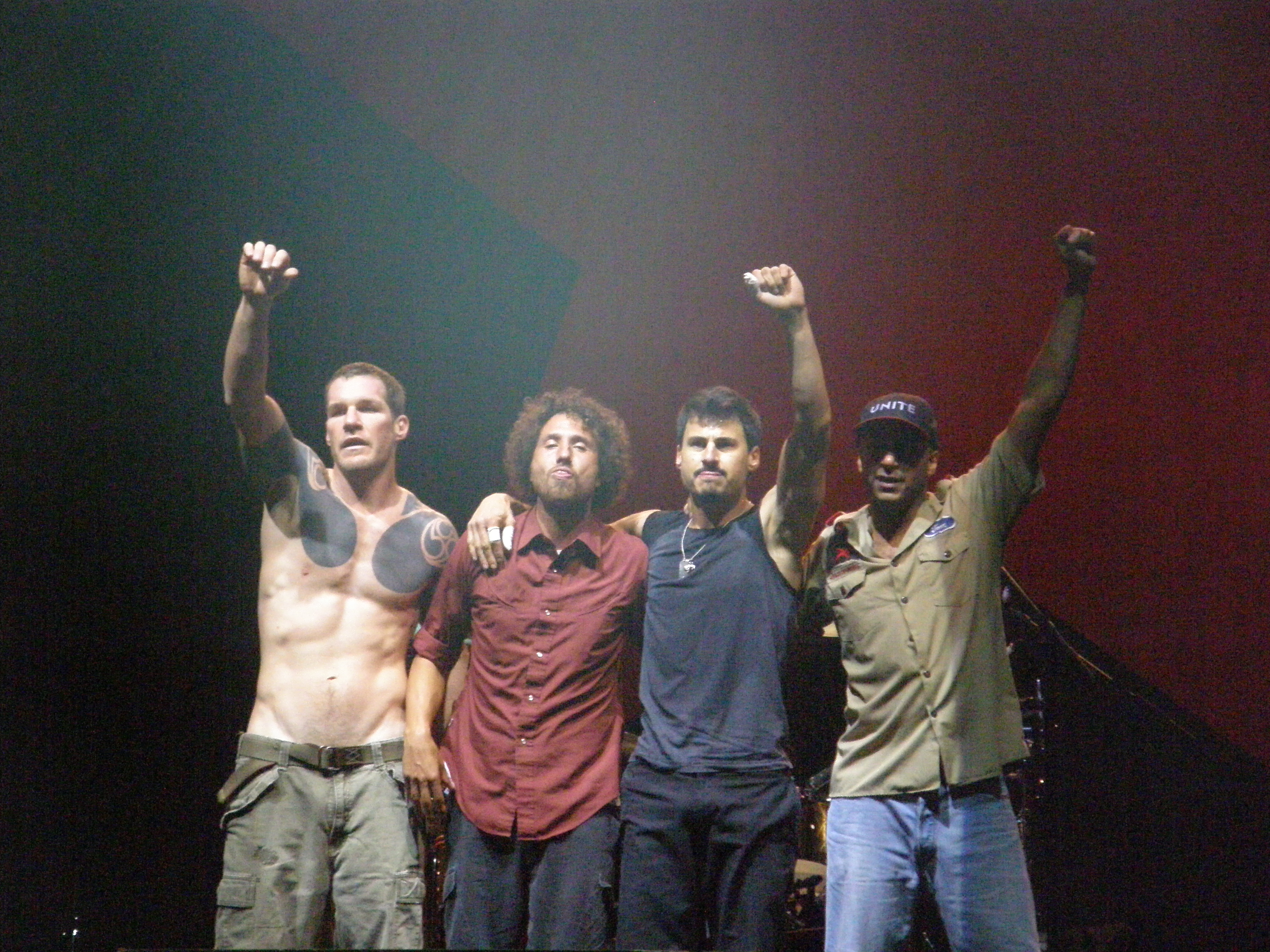
Le groupe Rage Against the Machine.

À 22 h 5, Rage Against the Machine se produit à son tour, tandis que John Scher annonce qu'un orage ne devrait pas tarder et demande aux gens de s'éloigner des tours métalliques. Le chanteur du groupe n'interagit jamais avec le public, sauf en milieu de set pour parler de Leonard Peltier ; en fin de concert, le groupe brûle un drapeau américain en jouant Killing in the Name. Rage Against the Machine joue également à un volume bien moins élevé que le groupe précédent, probablement volontairement pour calmer la foule.
Metallica prend le relais de 23 h 20 à 1 h 30 ; pendant ce concert, un spectateur, David DeRosia, fait un malaise et est conduit à l'hôpital, où il décède plus tard dans la nuit. Sur l'autre scène, The Chemical Brothers jouent tandis qu'il pleut pendant quelques minutes,. La rave party commence dans un autre lieu, notamment avec Fatboy Slim, dont le set est lui aussi interrompu par les organisateurs. Une rumeur veut qu'une personne présente soit armée, et des adolescentes sont victimes d'agressions.

### Dimanche
Le dimanche matin, les équipes de sécurité ont perdu une part importante de leur effectif et des membres du public commencent à détruire les installations, notamment un grand mur en bois qui accueille une fresque dédiée à la paix, peinte plus tôt dans le week-end. Une centaine de personnes prennent une photo de groupe, nus, au lever du soleil, probablement sous l'impulsion de Spencer Tunick. Au cours de la journée, Viacom appelle les journalistes de MTV présents sur place et leur annonce ne pas pouvoir garantir leur sécurité. Les journalistes évacuent immédiatement les lieux. Selon les journalistes interrogés, l'appel serait venu soit en matinée, soit pendant le concert des Red Hot Chili Peppers plus tard dans la soirée,. Dans l'après-midi, plus de 70 000 personnes quittent les lieux du festival avant la fin des concerts,, surtout parce que les groupes les plus populaires ont déjà joué la veille. Le même jour, Al Green annule sa venue au festival, ne souhaitant pas prendre l'avion juste après l'accident de John Kennedy Junior, et Willie Nelson rallonge son set pour combler le vide. Son numéro reste très calme, ce qui a un effet apaisant sur la foule.

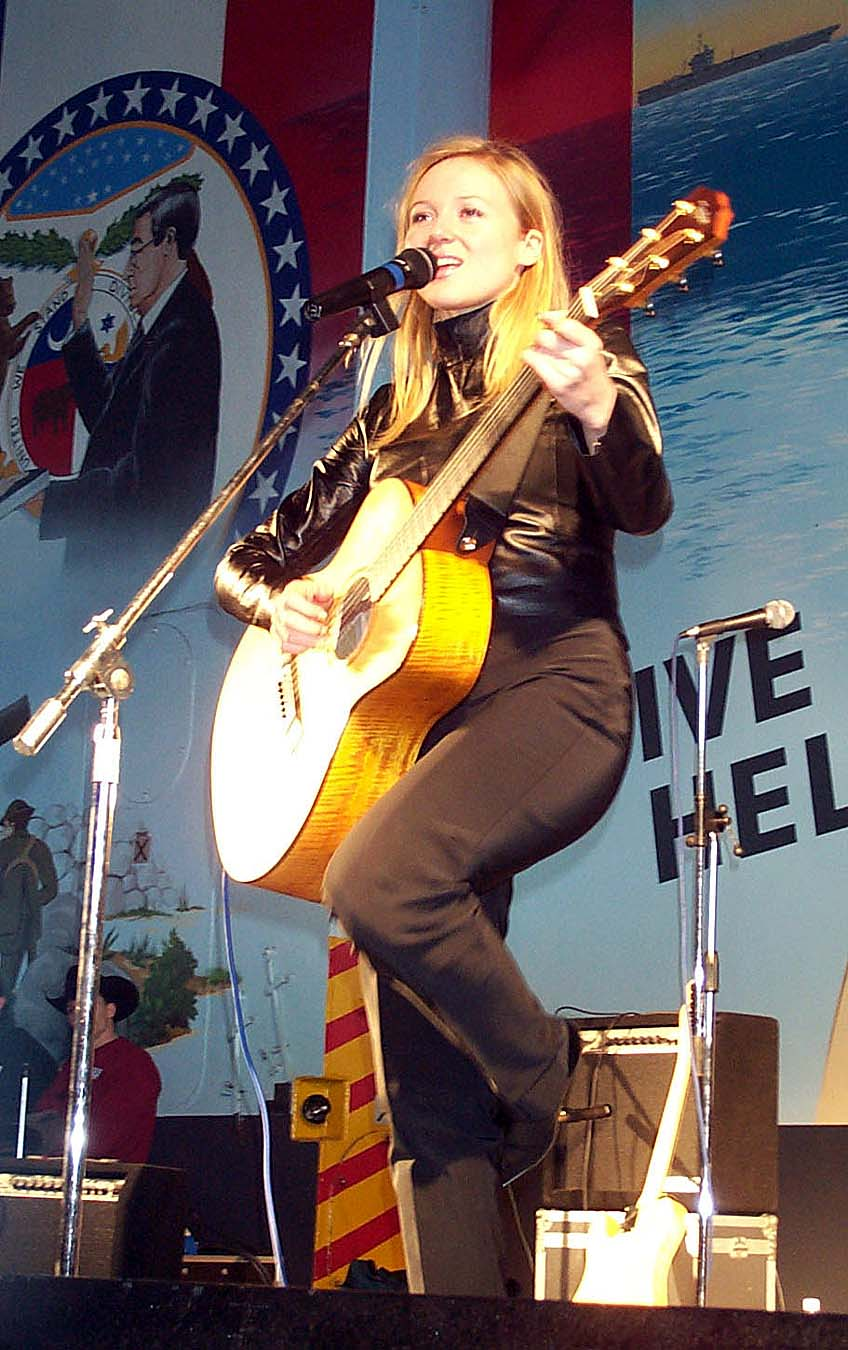
La chanteuse Jewel, dont la prestation est peu appréciée.

À 17 h 30, Jewel se produit sur la scène principale. Elle affirme plus tard avoir trouvé l'ambiance très pesante et n'avoir pas pu donner d'énergie au public épuisé, le trouvant imprévisible et de plus en plus inquiétant. Elvis Costello joue à la guitare acoustique et reçoit des bouteilles d'eau en plastique avant même de commencer le premier refrain. Creed enchaîne, avec Robby Krieger, guitariste de The Doors, en invité spécial pour commémorer le festival original ; or la foule trop jeune ne le reconnaît pas. Le festival marque cependant le début de la véritable carrière du groupe. La conférence de presse finale de l'événement est organisée à ce moment-là, et Joseph Griffo comme les organisateurs de l'événement se disent ravis du week-end.
À 21 h 35, les Red Hot Chili Peppers prennent la scène, Flea arrivant nu avec seulement sa basse, et constatent qu'il y a un incendie, loin de la scène principale. Il s'agit d'un feu de joie allumé par des spectateurs à l'aide des bougies de commémoration de la fusillade de Columbine et de morceaux arrachés au mur et bois, et les feux se multiplient,. Les pompiers n'ont pas été prévenus de cet événement et n'y sont pas préparés. Le groupe quitte la scène et John Scher promet que la musique reprendra après l'intervention des pompiers, tandis que Joseph Griffo demande à Anthony Kiedis de calmer la foule. Les premiers pompiers sur place reçoivent une salve de bouteilles en plastique et se retirent jusqu'à recevoir des renforts,. Flea prend le micro pour demander au public de respecter les femmes et de ne pas leur faire subir d'attouchements, tout en disant à Joseph Griffo que le public ne l'écoutera pas au sujet des feux. Le groupe finit son set et joue une reprise de la chanson Fire, jouée par Jimi Hendrix à Woodstock 69. La chanson fait partie d'un set prédéterminé joué dans l'ordre prévu, et le groupe comme les organisateurs affirment qu'il s'agit d'une coïncidence ; un journaliste affirme qu'il s'agit d'une promesse faite par le groupe à la sœur de Hendrix. Il doit ensuite y avoir un hommage spécial à Jimi Hendrix : il s'avère qu'il s'agit seulement d'un spectacle de lumières avec sa musique passée sur les haut-parleurs, alors que le public s'attend à des invités spéciaux, ce qui déçoit de nombreuses personnes,. Le concert doit finir vers 23 h 30, mais continue jusqu'à minuit. À minuit exactement, toutes les radios de sécurité sont déconnectées, les organisateurs n'ayant payé que pour les journées du festival.
Après le concert, plusieurs véhicules, dont douze caravanes, sont incendiés tandis que les distributeurs de billets et les stands commerciaux, notamment ceux vendant de l'eau, sont pillés. Douze containers de réfrigération sont incendiés,. La police d'État finit par arriver sur place avec un équipement anti-émeutes pendant le concert final, celui de Megadeth, et les agents de sécurité reçoivent l'ordre de cacher leurs uniformes et leur badge pour ne pas devenir des cibles de violences. Comme dernière chanson de sa prestation et du festival, le groupe interprète la chanson Peace Sells. La police crée un cordon séparant la zone de camping de la scène, empêchant les festivaliers de revenir dans le public s'ils quittent le concert. Elle arrête un total de sept personnes sur les centaines de vandales. Certains journalistes, ainsi que l'organisateur John Scher, font remarquer l'ironie d'un festival Woodstock sauvé par la police. La rave party finale, prévue le dimanche soir, est annulée.

## Couverture médiatique
MTV achète les droits de l'événement pour le retransmettre intégralement en télévision à la carte. Le programme doit être diffusé pendant trente heures consécutives et soixante heures au total pour un coût marketing d'environ dix millions de dollars. La radio Westwood One retransmet une partie du festival en direct. Un site internet dédié accueille soixante-deux heures consécutives de contenu documentaire supplémentaire, mais crée une page dédiée aux photos de seins des festivalières sans autorisation des organisateurs ni des participantes. MTV se concentre aussi sur de nombreuses femmes seins nus qui assistent au festival ou sont embauchées pour distribuer des tracts publicitaires.
La chaîne MTV est très mal vue par de nombreux participants : elle est accusée notamment d'avoir remplacé le rock des débuts par les artistes à la mode du moment, dont Backstreet Boys et Britney Spears, vus comme s'adressant à une audience plus jeune et féminine. Carson Daly, journaliste envoyé sur place, affirme avoir été hué dès son arrivée sur les lieux. Le samedi, quelqu'un lui lance une bouteille d'urine. Le dimanche, en raison des émeutes, Viacom appelle les journalistes de MTV présents sur place et leur annonce ne pas pouvoir garantir leur sécurité : les journalistes évacuent immédiatement les lieux. Kurt Loder, sur place, compare le festival à un « camp de concentration »,.
Le lendemain de la fin du festival, toute l'équipe d'organisation est convoquée pour signer un accord de non-divulgation sur l'ensemble du week-end.
Le promoteur John Scher accuse MTV d'avoir voulu transformer sa couverture en reportage de guerre et d'avoir fait un reportage sensationnel sur les mauvais côtés du festival, ce qui aurait poussé les autres médias à suivre l'exemple et à se concentrer sur les pires aspects de l'événement. Michael Lang affirme que les émeutes n'étaient causées que par un petit groupe d'agitateurs. Un journaliste se défend en affirmant avoir couvert les événements comme il les a vécus. En 2000, le guitariste de Rage against the Machine, Tom Morello, soutient le festival en affirmant qu'il y a bien eu des abus inadmissibles mais que la couverture médiatique a été très injuste et a tenté de donner une mauvaise image de toute une génération à partir des actions de quelques personnes ; en 2014 dans le livre Louder than Hell, il revient sur cet avis en disant qu'il s'agissait d'une période honteuse pour le nu metal.

## Controverses et dangers

### Inadéquation des références culturelles
Le groupe Country Joe and the Fish est connu pour The Fish Cheer qui est une série de questions–réponses avec l’auditoire pendant laquelle Joe épelle le mot « fish » (« Give me an F! "… »), qui à Woodstock 1969 est remplacé par « fuck ». Bush reprend ce cri, mais personne ne semble comprendre la référence. Creed invite Robby Krieger, guitariste de The Doors, mais la foule trop jeune ne le reconnaît pas. Wyclef Jean joue The Star-Spangled Banner et met le feu à sa guitare pour reprendre un thème de Woodstock 1969. Ces références incomprises au festival original sont critiquées comme une illustration des idées trop capitalistes de l'événement, accusé d'avoir voulu exploiter une nostalgie artificielle pour un festival arrivé 30 ans plus tôt, une époque à laquelle la majorité du public de Woodstock 99 n'était même pas née.
Fred Durst, le chanteur de Limp Bizkit, est souvent accusé d'avoir attisé les violences avec son set ; plusieurs journalistes estiment cependant qu'il n'a fait que sa prestation habituelle.

### Santé

#### Eau, douches et toilettes

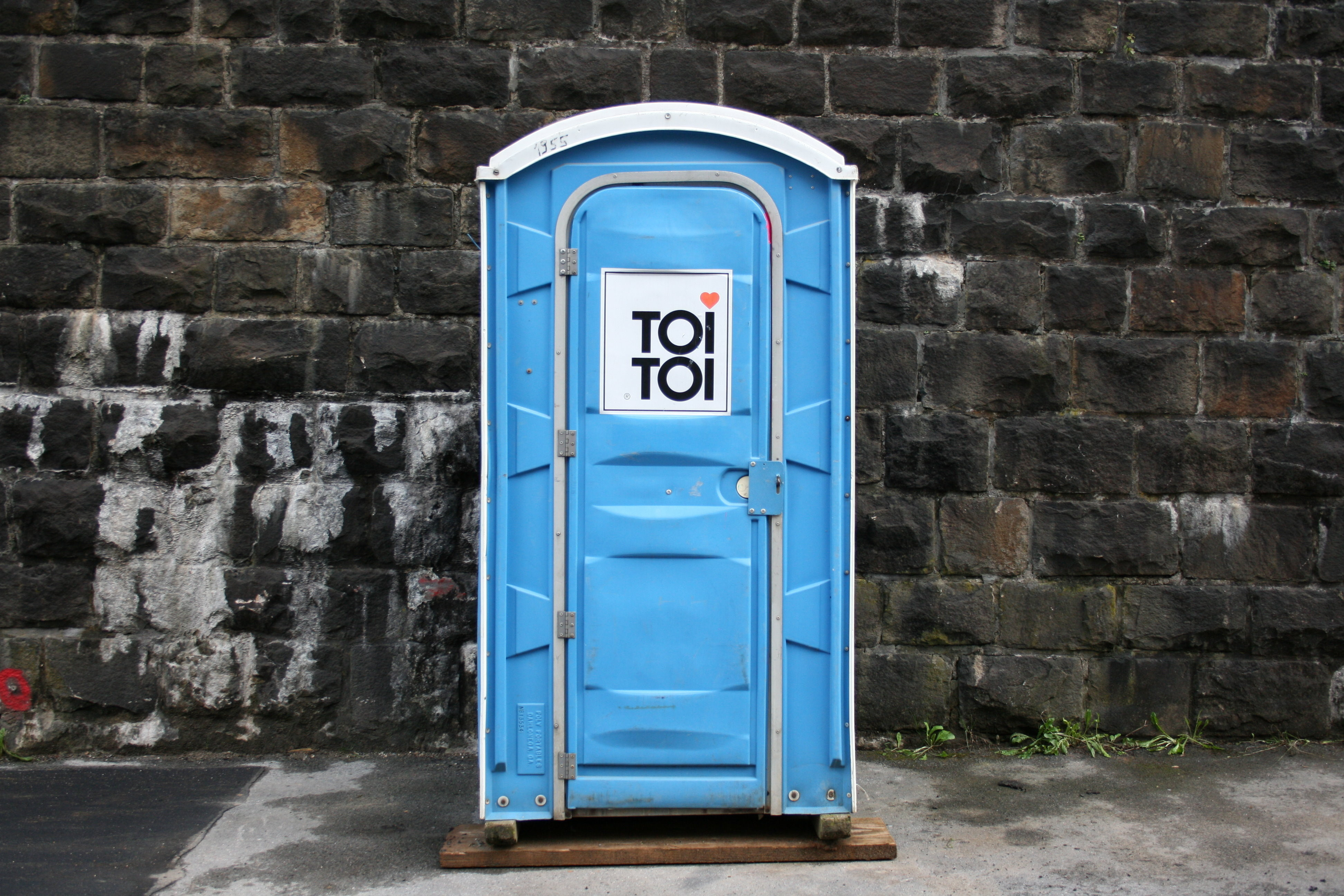
On compte environ une toilette mobile pour 1000 festivaliers.

Le festival se déroule à plus de 30 degrés,, des chaleurs aggravées par la densité de la foule et par les sols en asphalte. La demande en eau est bien plus importante que ce que les organisateurs ont prévu. Un musicien estime qu'à quelques degrés de température de moins, le festival aurait été beaucoup plus paisible.
Les bouteilles d'eau sont vendues 4 dollars, un dollar seulement de moins que la bière, ce qui signifie que les moins habitués aux festivals choisissent l'alcool et se déshydratent d'autant plus. La nourriture est également très chère, avec des parts de pizza à 12 dollars. Les organisateurs affirment avoir travaillé avec le Département de la Santé local pour fournir de l'eau courante partout et proposer une alternative gratuite aux bouteilles. Or cette eau est stockée dans des bassines où des personnes se douchent, utilisant du savon et du shampoing, ou nécessite de faire la queue très longtemps. Quelques arrivées d'eau sont gardées par des personnes ivres et couvertes de boue, souvent agressives. L'organisation Waterkeeper Alliance prévoit d'abord d'apporter de l'eau gratuitement au festival, mais n'est finalement pas invitée.
Quelqu'un finit par briser une canalisation pour avoir accès à de l'eau propre sans attendre aussi longtemps : ceci cause une inondation dans la zone des tentes,. Le festival de 1994 a aussi eu des inondations, et les personnes s'amusent à jouer dans la boue en écho à l'ancien festival. Les 250 toilettes mobiles, soit environ une pour mille festivaliers, sont en nombre largement insuffisant et deviennent très vite inutilisables, des fuites d'excréments se mélangeant à la boue. Des festivaliers contractent des angines de Vincent et des pieds de tranchée,. Le lieu n'a qu'une grande douche commune pouvant accueillir une centaine de personnes, juste à côté des toilettes, où les femmes et les hommes sont séparés par une bâche. De nombreux hommes déplacent la bâche pour observer les femmes qui se douchent et partout dans cette aire, l'eau sale monte jusqu'aux mollets.

#### Premiers secours et morts
Environ 1 450 personnes sont évacuées par les services de premiers secours : 60 % sont prises de coups de chaleur ou déshydratées, 20 % blessées à la tête, aux épaules ou aux extrémités, et 10 % souffrent de difficultés respiratoires ou cardiaques, généralement dues à de l'asthme ou à des bronchites. The Baltimore Sun rapporte qu'environ 700 personnes sont traitées pour déshydratation. Une soixantaine de personnes sont hospitalisées pour blessures. Le samedi soir, on compte environ 125 personnes par heure passant à la tente des soins médicaux, et les médecins sont dépassés par le nombre de personnes et épuisés par des tours de garde durant de quinze à dix-huit heures. Ils ne peuvent dormir que quelques heures d'affilée, à même le sol et sans eau ni électricité, à plus d'1,6 km de leur lieu de travail.
Un festivalier, David DeRosia, s'effondre le samedi soir pendant le concert de Metallica, atteint d'hyperthermie. Il est trop désorienté pour l'utilisation d'un thermomètre buccal, et l'équipe n'a pas de thermomètre rectal à disposition. Sans prendre sa température, elle suppose qu'il s'agit d'une overdose et le passe au défibrillateur trois fois, avec un rythme cardiaque qui reste à 170 ou 180 malgré ces interventions. Il est envoyé à l'hôpital et reste plusieurs heures dans le coma avant de mourir. Ses proches venus au festival affirment qu'il n'a pris aucune drogue au cours du week-end et qu'il s'agit d'une négligence médicale ; ils intentent un procès au festival, mais le rapport d'autopsie conclut qu'il s'agit d'un accident.
On compte deux autres morts lors du week-end, un homme de 44 ans ayant subi un arrêt cardiaque le vendredi et Tara Weaver, une femme de 28 ans écrasée par une voiture alors qu’elle marchait sur le bord de la route lors de son départ du festival.

### Émeutes
Avant les émeutes, la police procède à 37 arrestations, la plupart pour trouble à l'ordre public ou vente de drogues. Lors des événements du dimanche soir, on compte sept arrestations et une jambe cassée. Au total, 44 arrestations sont recensées.
Dix-sept feux sont éteints par une escouade de 22 camions de pompiers. Des cocktails Molotov sont lancés dans la zone des commerces, et c'est le moment où la police d'État arrive avec son équipement anti-émeutes.
Les émeutes sont expliquées de différentes façons. Certains journalistes et artistes mettent surtout la faute sur le set de Fred Durst et Limp Bizkit. D'autres affirment que les émeutes sont dues au manque d'eau, au prix des billets et à la mauvaise organisation du festival, et sont une réaction directe à leur mise en danger ; Jonathan Davis dit spécifiquement que la faute n'incombe pas à Limp Bizkit, mais au fait que les organisateurs aient choisi de programmer des groupes de nu metal à la suite, sans pause ni moments de détente. Le chef de la sécurité du week-end imagine que les producteurs de l'événement ont peut-être décidé de distribuer des bougies pour faire parler du festival, s'attendant aux incendies de la nuit du dimanche ; personne d'autre ne semble soutenir son hypothèse.
Une troisième raison avancée pour expliquer les violences est le public choisi pour le festival : des jeunes hommes qui aiment des musiques plutôt violentes et axées sur la colère, et assez riches pour s'offrir les billets de l'événement.

### Agressions sexuelles et viols
L'ambiance est très masculine, et la programmation aussi : les trois seules femmes au programme sont Sheryl Crow, Alanis Morissette et Jewel, au rythme d'une par jour. Les journalistes de MTV semblent se concentrer le plus possible sur les corps dénudés des femmes dans le public, en faisant un élément central du modèle économique de Woodstock 99. John Scher, organisateur de l'événement, affirme n'avoir jamais vu autant de femmes nues dans les éditions précédentes, ou à tout autre moment de sa vie.

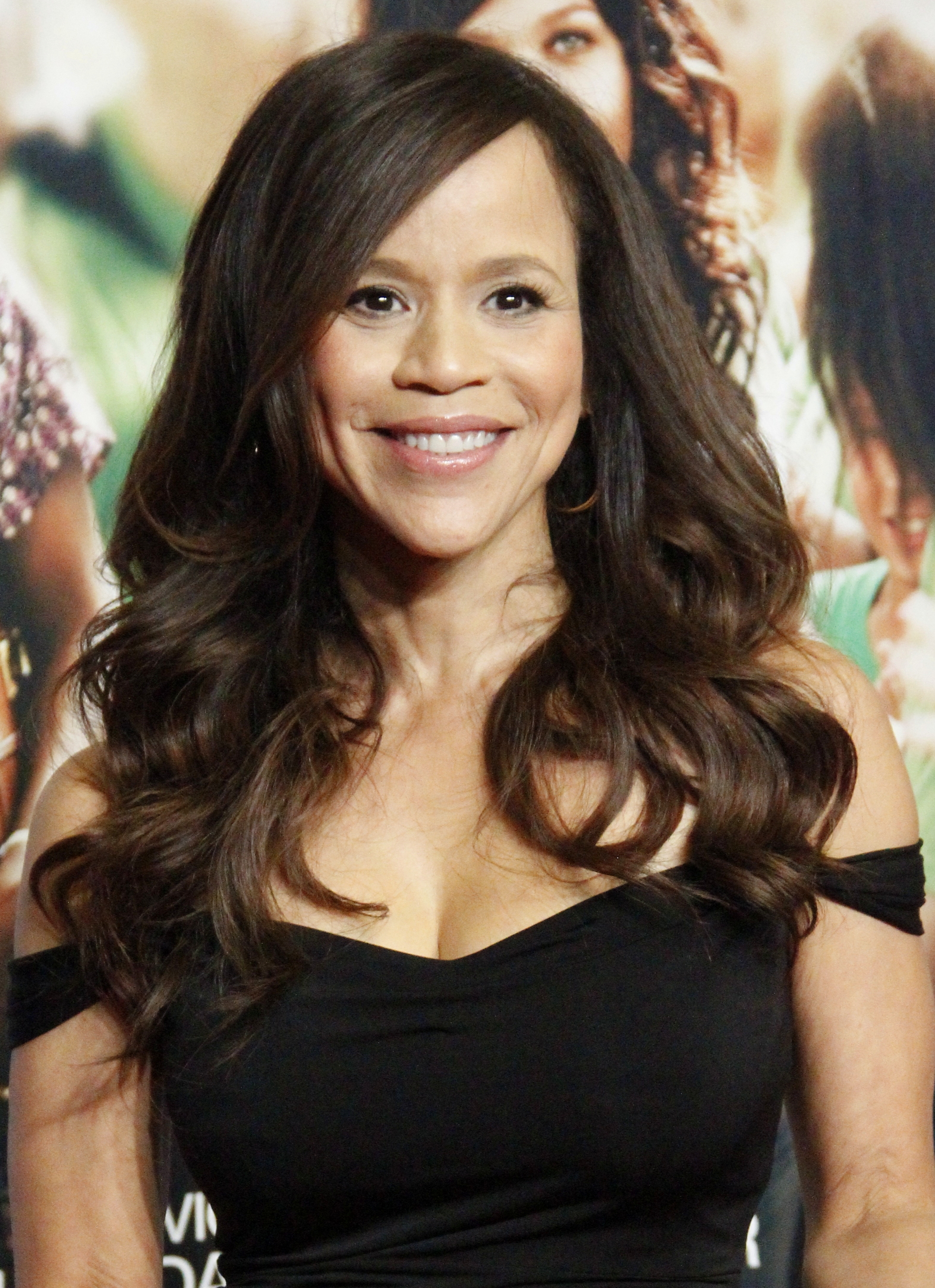
Rosie Perez, ici en 2012, est harcelée quand elle monte sur scène.

Quand Rosie Perez monte sur scène, elle est accueillie par des cris de « Montre tes nichons » (Show your tits). Dave Matthews observe, pendant la performance de Dave Matthews Band, qu'« Aujourd'hui, il y a abondance de nichons » (Today there's an abundance of titties), en référence aux nombreuses personnes seins nus dans le public. Des journalistes font remarquer que cela s'inscrit dans la vague de la franchise Girls Gone Wild très populaire pendant cette décennie, et du harcèlement de Monica Lewinsky. Un policier est suspendu après avoir demandé à des festivalières de se dénuder pour des photos.
Une femme est victime d'un viol dans le mosh pit pendant le concert de Limp Bizkit,. Plusieurs personnes témoignent avoir assisté à des viols au cours du week-end. Un bénévole raconte que, pendant le concert de Korn, une jeune fille est clouée au sol pendant son crowdsurfing et violée par cinq hommes ; il affirme avoir vu au moins trois ou quatre femmes dans cette situation pendant le week-end, et que les agents de sécurité ne pouvaient pas se déplacer dans la foule trop dense. Quatre femmes portent plainte pour agression sexuelle et quatre pour viol ; deux des viols ayant mené à une plainte ont lieu dans la zone de campement et deux dans la zone de concert. Cependant, après Woodstock 99, des femmes créent l'organisation Fans Everywhere et reçoivent plus d'une centaine de témoignages de femmes agressées ou violées lors du week-end, la plus jeune d'entre elles étant âgée de 14 ans ; elles estiment que très peu de participantes ont dû vouloir se rendre au commissariat, notamment en raison des potentielles conséquences sur leur famille ou de leur consommation d'alcool et de drogue lors de l'événement.
John Scher dit de plutôt se concentrer sur les 199 000 jeunes qui ont passé un excellent week-end, tandis que Michael Lang estime qu'il est physiquement impossible de violer quelqu'un dans un endroit aussi peuplé, où on peut à peine bouger. Lang ajoute avoir regardé les vidéos des concerts de Korn et Limp Bizkit et ne pas avoir vu d'agressions sexuelles en dehors d'attouchements. L'organisateur John Scher dit que si les quelques cas ne sont pas tolérables, le nombre reste faible dans le contexte de centaines de jeunes femmes se promenant nues ou partiellement nues dans le festival, un argumentaire repris par la directrice du bureau de Rome de la Croix-Rouge américaine qui encourage les jeunes femmes à faire plus attention à leurs choix vestimentaires. Le témoin des viols pendant le concert de Korn, David Schneider, affirme cependant qu'aucune des victimes qu'il a vues n'a enlevé ses vêtements de son plein gré.

## Postérité
Le festival est souvent comparé au festival d'Altamont,. Dans les années 2020, il est également plusieurs fois comparé au Fyre Festival.

### Fin des années 1990
Le festival est souvent décrit comme « le jour où les années 1990 se sont éteintes »,. Au début des années 1990, le climat politique des scènes musicales est plutôt progressiste, avec Kurt Cobain habillé en robe ou encore les Riot grrrls appréciées et mises en avant, les Beastie Boys présentent des excuses pour leur misogynie passée. Dans la seconde moitié de la décennie, cependant, le nu metal reprend des comportements sexistes et des attitudes violentes, ce qui culmine à Woodstock 99.
Plusieurs journalistes affirment que cette situation ne se produirait pas à un festival des années 2010 et plus tard, parce que le sentiment d'impunité ne se retrouve plus autant dans un monde où tout le monde a accès à une caméra et tout abus peut devenir viral,.

### Ville de Rome
Après avoir payé les amendes et les frais liés au festival, la ville de Rome engrange un bénéfice final de 200 000 dollars. Griffo affirme qu'il s'agit malgré tout d'une belle action pour la ville, qui a eu des répercussions positives sur la population. Il est réélu quelques mois plus tard et les habitants de la ville semblent répondre positivement à l'événement malgré les débordements du dernier soir.

### Industrie de la musique
Un journaliste estime que Woodstock 99 est la première protestation publique contre l'industrie de la musique dans son ensemble.

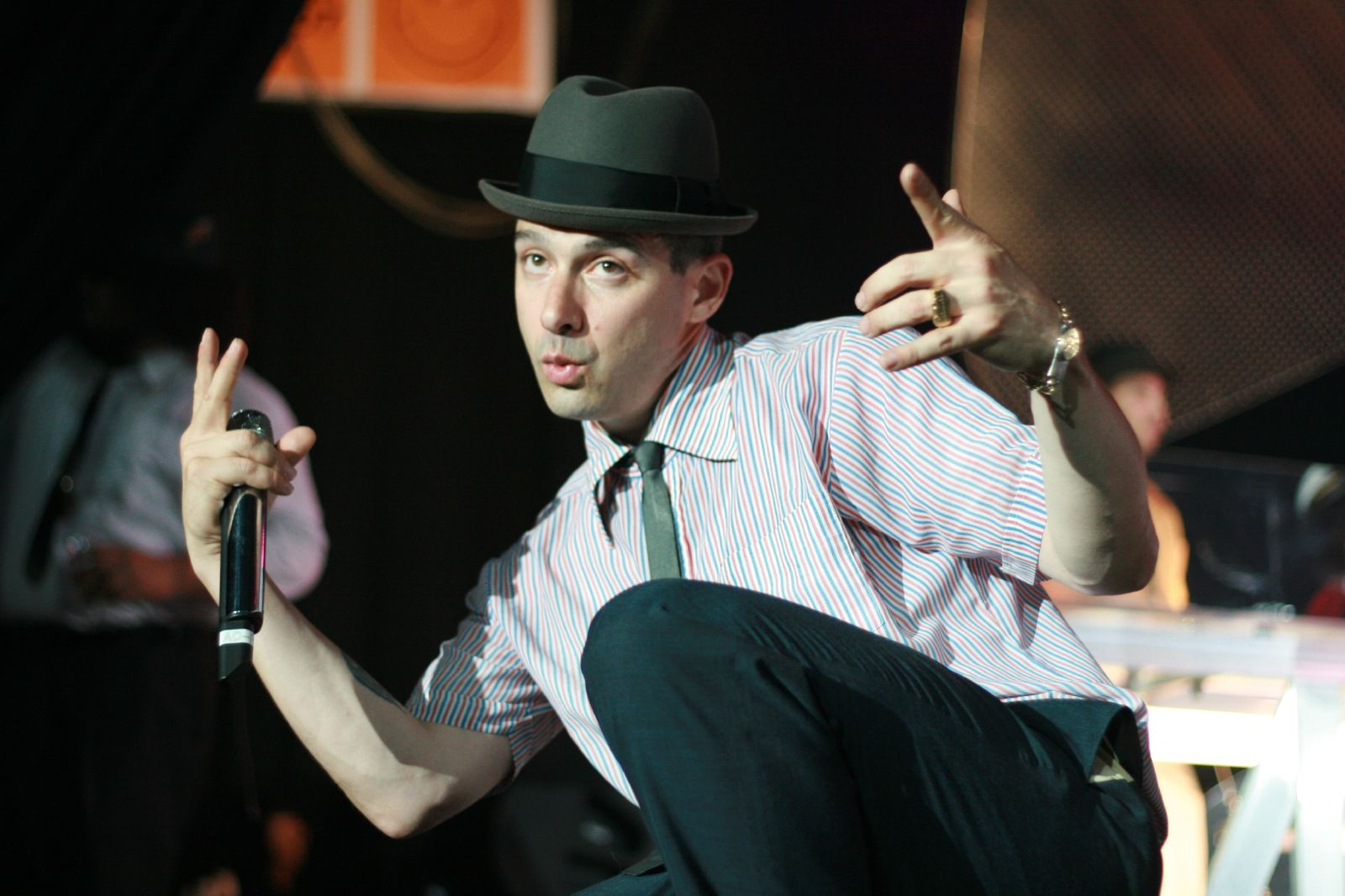
Ad-Rock demande à l'industrie de la musique d'agir contre le sexisme.

Ad-Rock fait un discours aux MTV Video Music Awards de 1999 pour parler des agressions sexuelles qui y ont pris place et demander à l'industrie de la musique d'agir à ce sujet. Un album contenant la musique de 32 artistes et groupes présents au festival sort en octobre 1999 sous le nom de Woodstock 1999.
La première édition du Coachella Festival est organisée quelques mois après Woodstock 99. Elle bénéficie d'une météo clémente et sa programmation est plus éclectique et moins agressive ; le parking y est gratuit et tout le monde reçoit une bouteille d'eau gratuite en arrivant sur place. Le festival vend également des places VIP, et Woodstock 99 est le dernier très grand festival où tout le monde est logé à la même enseigne.
En 2019, Michael Lang annonce le projet d'un nouveau festival pour les 50 ans du premier Woodstock, affirmant que la sécurité y sera très stricte. Le projet est annulé en raison d'une série d'événements imprévus, sans détails publics supplémentaires.

### Documentaires
En 2019, le journaliste pour Pitchfork Steven Hyden produit un podcast en huit épisodes sur le festival, Break Stuff. En 2021, HBO produit un documentaire intitulé Woodstock 99: Peace, Love, and Rage, pour lequel Hyden est consultant.
En 2022, Netflix produit un documentaire en trois parties, Chaos d'anthologie : Woodstock 99, qui inclut la dernière interview de Michael Lang, mort trois mois après le tournage,.

### Citations en anglais
1. ↑  « It was like they hit up every agent for every band that was getting played on alternative radio. »
2. ↑  « the most furious 24 year olds in your life »
3. ↑  « They're telling us to get you motherfuckers to mellow out. I say Alanis already did that." The crowd roared. "I don't want anybody to get hurt, but I don't think you should mellow out either. Break some shit. »
4. ↑  « the day the nineties died »

### Documentaires
- (en) [vidéo][Production de télévision] « Woodstock 99: Peace, Love, and Rage », Garret Price, 2021, HBO (consulté le 5 juin 2022)
- (en) [vidéo][Production de télévision] « Trainwreck: Woodstock 99 », 2022, Netflix (consulté le 4 septembre 2022)
- (en-US) « Break Stuff »  [audio], sur Luminary (consulté le 11 juin 2022)